# Turdoides jardineii
Turdoides jardineii е вид птица от семейство Leiothrichidae.

## Разпространение
Видът е разпространен в Ангола, Ботсвана, Бурунди, Габон, Замбия, Зимбабве, Демократична република Конго, Република Конго, Кения, Малави, Мозамбик, Намибия, Руанда, Свазиленд, Танзания, Уганда и Южна Африка.